# Fanga
Fanga is een gemeente (commune) in de regio Kayes in Mali. De gemeente telt 7900 inwoners (2009).
De gemeente bestaat uit de volgende plaatsen:
- Fanga
- Diarika
- Dienguéré
- Tango